# Philippine-Charlotte de Prusse
La princesse Philippine-Charlotte de Prusse (allemand : Philippine Charlotte von Preußen), née le 13 mars 1716 à Berlin et morte le 17 février 1801 à Brunswick, est une duchesse consort de Brunswick-Wolfenbüttel, par son mariage avec Charles Ier de Brunswick-Wolfenbüttel. Elle est citée comme compositrice, ayant écrit des marches et d'autres musiques.

## Biographie
Philippine-Charlotte est le quatrième enfant et la troisième fille de Frédéric-Guillaume Ier de Prusse et de son épouse Sophie-Dorothée de Hanovre (fille de George Ier de Grande-Bretagne, de la Maison de Brunswick (branche cadette)-Lunebourg-Hanovre).
Le 2 juillet 1733 à Berlin, la princesse Philippine Charlotte épousa Charles Ier de Brunswick-Wolfenbüttel, fils aîné de Ferdinand-Albert II de Brunswick-Wolfenbüttel (branche aînée de la Maison de Brunswick). Charles hérite du duché à la mort de son père en 1735, faisant d'elle la duchesse consort.
Un double mariage scelle l'alliance entre la Prusse et le Brunswick : son mariage avec Charles Ier, et celui de son frère Frédéric II de Prusse avec la sœur de Charles, Elisabeth-Christine de Brunswick-Wolfenbüttel. Cette alliance pérenne entre les maisons de Prusse et de Brunswick fut la plus importante de l'Allemagne du Nord protestante. Les liens familiaux tissés entre les deux dynasties ont abouti à l'alliance du Brunswick et de la Prusse dans la Guerre de Sept Ans, et ont conduit la carrière des fils de Philippine au service de Prusse.
Philippine-Charlotte est décrite comme étant subtile, très instruite, bref une enfant du siècle des Lumières. Elle a travaillé de façon indépendante à traduire un extrait des écrits philosophiques de Christian von Wolff en français. La duchesse suit de très près, en partie sous l'influence du conseiller ducal Johann Friedrich Wilhelm Jerusalem, la vie intellectuelle allemande. Elle apprécie le poète Salomon Gessner et entretient une relation personnelle avec Friedrich Gottlieb Klopstock . Le dramaturge Lessing est également de son cercle de relations.
La vie de la cour de la duchesse consort Philippine-Charlotte est axée sur le cercle de conversation qu'elle tenait avant et après le dîner, dans son appartement dans la Grauer Hof, où elle a attiré savants et hommes de lettres gratifiés de postes à la cour. La cour de Brunswick assistait à quelques bals et spectacles d'opéra dans l'année, conformément à l'étiquette, mais les grosses dépenses de son époux obligent à faire des économies sur la vie de la cour.
Elle a élevé son fils Charles-Guillaume dans la vénération de son frère, le Grand Frédéric, et lui fait donner un enseignement humaniste, l'abbé Jérusalem figurant parmi ses tuteurs. Elle lui fait accomplir un Grand Tour européen, avec l'archéologue Winckelmann comme compagnon.
En 1773, le duc Charles Ier est obligé de nommer son fils Charles-Guillaume-Ferdinand régent, et ce dernier le remplace à sa mort en 1780.
La princesse suédoise Hedwige-Élisabeth-Charlotte la décrit, ainsi que sa famille, à l'occasion d'une visite en août 1799 : « Notre cousin, le duc (Charles-Guillaume-Ferdinand), arriva dès le lendemain matin. [...] Après, il nous a laissés, j'ai visité la duchesse douairière, la tante de mon époux. Elle est agréable, très bien formée et bien respectée, mais maintenant tellement vieille qu'elle a presque perdu la mémoire. » Philippine-Charlotte laisse à la Bibliothèque de Wolfenbüttel sa propre collection de 4 000 volumes.

## Descendance
Charles et Philippine ont 13 enfants :
- Charles-Guillaume-Ferdinand (1735-1806), duc de Brunswick-Wolfenbüttel ; épouse en 1764 sa cousine issue de germain Augusta-Charlotte de Hanovre (1737-1806), princesse du Royaume-Uni et sœur de George III ;
- Georges-François (1736-1737) ;
- Sophie-Caroline de Brunswick-Wolfenbüttel (1737-1817), épouse en 1759 le margrave Frédéric de Brandebourg-Bayreuth ;
- Christian-Louis (1738-1742) ;
- Anne-Amélie (1739-1807), épouse en 1756 le duc Ernest-Auguste II de Saxe-Weimar-Eisenach ;
- Frédéric-Auguste de Brunswick-Wolfenbüttel-Œls (1740-1805), duc de Brunswick-Wolfenbüttel-Oels ;
- Albert-Henri (1742-1761) ;
- Louise-Frédérique (1743-1744) ;
- Guillaume-Adolphe (1745-1770) ;
- Élisabeth-Christine-Ulrique de Brunswick-Wolfenbüttel (1746-1840), épouse en 1765 son cousin germain le futur roi Frédéric-Guillaume II de Prusse ;
- Frédérique-Wilhelmine (1748-1758) ;
- Augusta-Dorothée (1749-1810), abbesse de Gandersheim ;
- Léopold de Brunswick-Wolfenbüttel (de) (1752-1785).